# Модель Блэка
В финансовой математике, модель Блэка  (известная также как модель Black-76) является  разновидностью модели ценообразования опционов Блэка–Шоулза. Она имеет непосредственные приложения в ценообразовании облигационных опционов, "кэп" и "флор" соглашений, свопционов. Модель впервые приведена в статье Фишера Блэка в 1976.
Модель Блэка может быть обобщена на класс моделей известный как форвадные логнормальные модели, также известные как модели рынка LIBOR.

## Формула Блэка
Формула Блэка подобна формуле Блэка-Шоулза для оценки фондовых опционов, за исключением наличной цены базового актива, которая заменяется на дисконтную цену фьючерса F.
Предположим, что существует константа безрисковой процентной ставки r, а цена фьючерса  F(t) на определённый базовый актив имеет логнормальное распределение с параметром волатильности σ. Тогда формула Блэка устанавливает цену на европейский "колл" опцион со сроком погашения T  на  фьючерс с ценой исполнения K и датой поставки T' (где {\displaystyle T'\geq T}):
{\displaystyle c=e^{-rT}[FN(d_{1})-KN(d_{2})]}
Соответствующая цена "пут" опциона:
{\displaystyle p=e^{-rT}[KN(-d_{2})-FN(-d_{1})]}
где
{\displaystyle d_{1}={\frac {\ln(F/K)+(\sigma ^{2}/2)T}{\sigma {\sqrt {T}}}}}
{\displaystyle d_{2}={\frac {\ln(F/K)-(\sigma ^{2}/2)T}{\sigma {\sqrt {T}}}}=d_{1}-\sigma {\sqrt {T}},}
а N(.) — кумулятивное нормальное распределение.
Отметим, что T' не возникает в формуле, даже если он больше T. Это следствие того, что фьючерсы пересчитываются по рынку и, следовательно, выплата происходит при исполнении опциона. Если мы рассмотрим опцион на форвардный контракт, истекающий в момент T' > T, то выплата не произойдёт до момента T'. Таким образом, коэффициент дисконтирования {\displaystyle e^{-rT}} заменяется на {\displaystyle e^{-rT'}}, так как необходимо принять во внимание стоимость денег с учётом фактора времени. Различие в двух приведённых случаях из вывода формулы, приведённого ниже.

## Следствия и допущения
Формула Блэка может быть легко выведена с использованием формулы Маграбе, которая в свою очередь является простым, но полезным, применением формулы Блэка-Шоулза.
Выплата по "колл" опциону на фьючерс равна max (0, F(T) - K).  Мы можем рассматривать обменный опцион (опцион Маграбе), рассматривая {\displaystyle e^{-r(T-t)}F(t)} как первый актив, а как второй безрисковое погашение облигации в $1 в момент времени T.
Тогда "колл" опцион исполняется в момент T, когда первый актив ценнее, чем  K безрисковых облигаций. С такими активами будут выполнены предположения формулы Маграбе.
Единственное, что остаётся проверить, это то, что первый актив, на самом деле является активом. Это можно видеть, если рассмотреть портфель, сформированный в момент 0 посредством лонга форвардного контракта с датой поставки T и шорта F(0) безрисковых облигаций. Отметим, что при определённой процентной ставке, форвардные и фьючерсные цены равны, так что тут нет неоднозначности. Затем в любой момент t вы можете произвести зачёт облигации для форвардного контракта, шортируя другой форвард с такой же датой поставки, получив разницу цен форвардов, но дискутируя с прежним значением {\displaystyle e^{-r(T-t)}[F(t)-F(0)]}.  Ликвидация F(0) безрисковых облигаций, каждая из которых дороже {\displaystyle e^{-r(T-t)}} приведёт к чистой прибыли {\displaystyle e^{-r(T-t)}F(t)}.